# سو الیوت
سو الیوت (انگلیسی: Su Elliot؛ زادهٔ ۱۸ دسامبر ۱۹۵۰) بازیگر اهل بریتانیا است.
از فیلم‌ها یا برنامه‌های تلویزیونی که وی در آن نقش داشته‌است، می‌توان به هری پاتر و جام آتش، پسران نیوکاسل، راهنمای مسافران مجانی کهکشان، رنگ‌هراسی، جین ایر، خیابان کورونیشن، ایست‌اندرز و پوآرو اشاره کرد.